# Euronext Lisboa
Euronext Lisboa é a bolsa de valores de Lisboa, pertence ao grupo Euronext. Anteriormente era conhecida como Bolsa de Valores de Lisboa e Porto.

## Bolsa portuguesa
A Euronext Lisboa é a bolsa portuguesa e remonta, embora com a designação BVL (Bolsa de Valores de Lisboa), a 1 de janeiro de 1769. Em 1999, a BVL e a BDP (Bolsa de Derivados do Porto) fundiram-se, dando origem à BVLP (Bolsa de Valores de Lisboa e Porto). Nos últimos anos a bolsa tem conhecido importantes e amplas mutações que vão desde o próprio enquadramento legal, à sua estrutura funcional e aos sistemas de negociação também como a integração na plataforma internacional Euronext.
A Euronext é o primeiro mercado de bolsa pan-europeu e um dos maiores mercados bolsistas mundiais. Criado pela fusão das Bolsas de Paris, Bruxelas, Amesterdão e Lisboa, posteriormente o mercado de derivados londrino e, em 2002, a Bolsa de Valores de Lisboa e Porto, a Euronext veio permitir que o mercado de capitais português acompanhasse o desenvolvimento das bolsas internacionais, e permitisse aos investidores e às empresas cotadas uma exposição internacional, conferindo-lhes acesso privilegiado a mercados dotados de elevada profundidade e liquidez.